# Дві матері (фільм)
«Дві матері» (рос. «Две матери») — радянський художній фільм-драма 1931 року, знята режисером Львом Шеффером на студії «Совкіно». Фільм зберігся без 2-ї і 3-ї частин.

## Сюжет
За мотивами однойменного оповідання М. Єршова. У центрі фільму — трагічна доля молодої жінки Юлії, яка полюбила одруженого чоловіка і втратила єдину дитину.

## У ролях
- Д. Юренєв — батько
- Ольга Базанова — Юлія
- ван Капралов — Андрій
- Емма Цесарська — Віра, дружина Андрія
- Софія Левітіна — Гаврилова, тітка Юлії
- Клавдія Чєбишова — мати Віри
- Є. Перельман — епізод
- Є. Морозова — епізод
- Леонід Юренєв — батько

## Знімальна група
- Режисер — Лев Шеффер
- Сценаристи — М. Бєлостоцький, Юрій Васильчиков, Лев Шеффер
- Оператор — Дмитро Фельдман
- Художник — Віктор Аден